# Christian Rohr
Christian Rohr (* 10. August 1967 in Wels) ist ein österreichischer Historiker. Seit 2010 ist er Professor für Umwelt- und Klimageschichte an der Universität Bern. Die Historische Klimatologie bildet dabei neben der Mediävistik einen seiner Forschungsschwerpunkte.

## Leben
Rohr wurde in Wels geboren, wo er auch zur Schule ging. 1985 begann er an der Universität Wien ein Studium der Geschichte, der Klassischen Philologie und der Lateinischen Sprache, das er 1990 mit dem Diplom abschloss. 1989 bis 1992 absolvierte er den 59. Ausbildungskurs am Institut für Österreichische Geschichtsforschung in Wien, dem er seitdem als Mitglied angehört. Von 1990 bis 1994 promovierte er in Wien mit einer Arbeit über Der Theoderich-Panegyricus des Ennodius zum Dr. phil. Zwischen 1992 und 1999 war er als Lehrbeauftragter an der Universität Wien tätig, seit 1996 zudem auch an der Universität Salzburg. Darüber hinaus war er zwischen 1993 und 1995 ebenfalls bei der Ludwig Boltzmann Gesellschaft in Linz beschäftigt.
2007 habilitierte er sich in Salzburg mit einer Arbeit über Mittelalterliche Geschichte und Historische Hilfswissenschaften unter Einschluss der Umweltgeschichte, die im gleichen Jahr unter dem Titel Extreme Naturereignisse im Ostalpenraum. Naturerfahrung im Spätmittelalter und am Beginn der Neuzeit auch gedruckt wurde. Ebenfalls 2007 wurde er an der Universität Salzburg zum Außerordentlichen Universitätsprofessor ernannt, wo er zwischen 2009 und 2010 auch Leiter des Interdisziplinären Zentrums für Mittelalterstudien war. 2010 wurde er mit Wirkung zum 1. September als Nachfolger von Christian Pfister zum Professor für Umwelt- und Klimageschichte an der Universität Bern ernannt. Dort fungiert er zugleich als Direktor der Abteilung für Wirtschafts-, Sozial- und Umweltgeschichte.

## Werke (Auswahl)

### Monographien
- Historische Hilfswissenschaften. Eine Einführung. Wien u. a. 2015, ISBN 978-3-8252-3755-4.
- Extreme Naturereignisse im Ostalpenraum. Naturerfahrung im Spätmittelalter und am Beginn der Neuzeit. Köln u. a. 2007 (zugleich Habil. Salzburg 2006), ISBN 978-3-412-20042-8.
- Festkultur des Mittelalters. Graz 2002, ISBN 3-201-01792-2.
- Der Theoderich-Panegyricus des Ennodius. Hannover 1995 (zugleich Diss. Wien 1994), ISBN 3-7752-5412-9.

### Beiträge in Fachzeitschriften
- Andrea Westermann, Christian Rohr: Climate and Beyond. The Production of Knowledge about the Earth as a Signpost of Social Change. An Introduction. In: Historical Social Research 40, Issue 2 (2015), S. 7–21.
- Oliver Wetter et al.: The year-long unprecedented European heat and drought of 1540 – a worst case. In: Climatic Change 125 (2014), S. 349–363, doi:10.1007/s10584-014-1184-2.
- Christian Rohr: Floods of the Upper Danube River and Its Tributaries and Their Impact on Urban Economies (c. 1350–1600): The Examples of the Towns of Krems/Stein and Wels (Austria). In: Environment and History 19, Issue 2 (2013), S. 133–148, doi:10.3197/096734013X13642082568534.
- Tina Swierczynski: A 1600yr seasonally resolved record of decadal-scale flood variability from the Austrian pre-Alps. In: Geology 40, Issue 11 (2012), S. 1047–1050, doi:10.1130/G33493.1.
- Rudolf Brázdil et al.: European floods during the winter 1783/1784: scenarios of an extreme event during the ‘Little Ice Age’. In: Theoretical and Applied Climatology 100, Issue 1–2 (2010), S. 163–189, doi:10.1007/s00704-009-0170-5.

### Herausgeberschaften
- Mitherausgeber der Reihe: "Berner Forschungen zur Regionalgeschichte", Band 16–20, Verlag Traugott Bautz, Nordhausen 2013, ISBN 978-3-88309-802-9 (Bd. 16 ff.)